# Шьевр
Шьевр — коммуна в Валлонии, расположенная в провинции Эно, округ Ат. Принадлежит Французскому языковому сообществу Бельгии. На площади 46,91 км² проживают 6 198 человек (плотность населения — 132 чел./км²), из которых 49,11 % — мужчины и 50,89 % — женщины. Средний годовой доход на душу населения в 2003 году составлял 12 248 евро.
Почтовый код: 7950, 7951. Телефонный код: 068.